# پرستوی تپه‌سار
پرستوی تپه‌سار یا پرستوی تپه‌ای (نام علمی: Hirundo domicola)، پرنده‌ای کوچک از خانواده پرستوان است. در جنوب هند و سریلانکا زادآوری می‌کند. جدا از برخی جابجایی‌های فصلی محلی ساکن است. این پرنده با سواحل مرتبط است، اما به‌طور فزاینده‌ای به سوی مناطق تپه‌سار جنگلی گسترش می‌یابد. قبلاً به عنوان یک زیرگونه از پرستوهای اقیانوس آرام در نظر گرفته می‌شد.

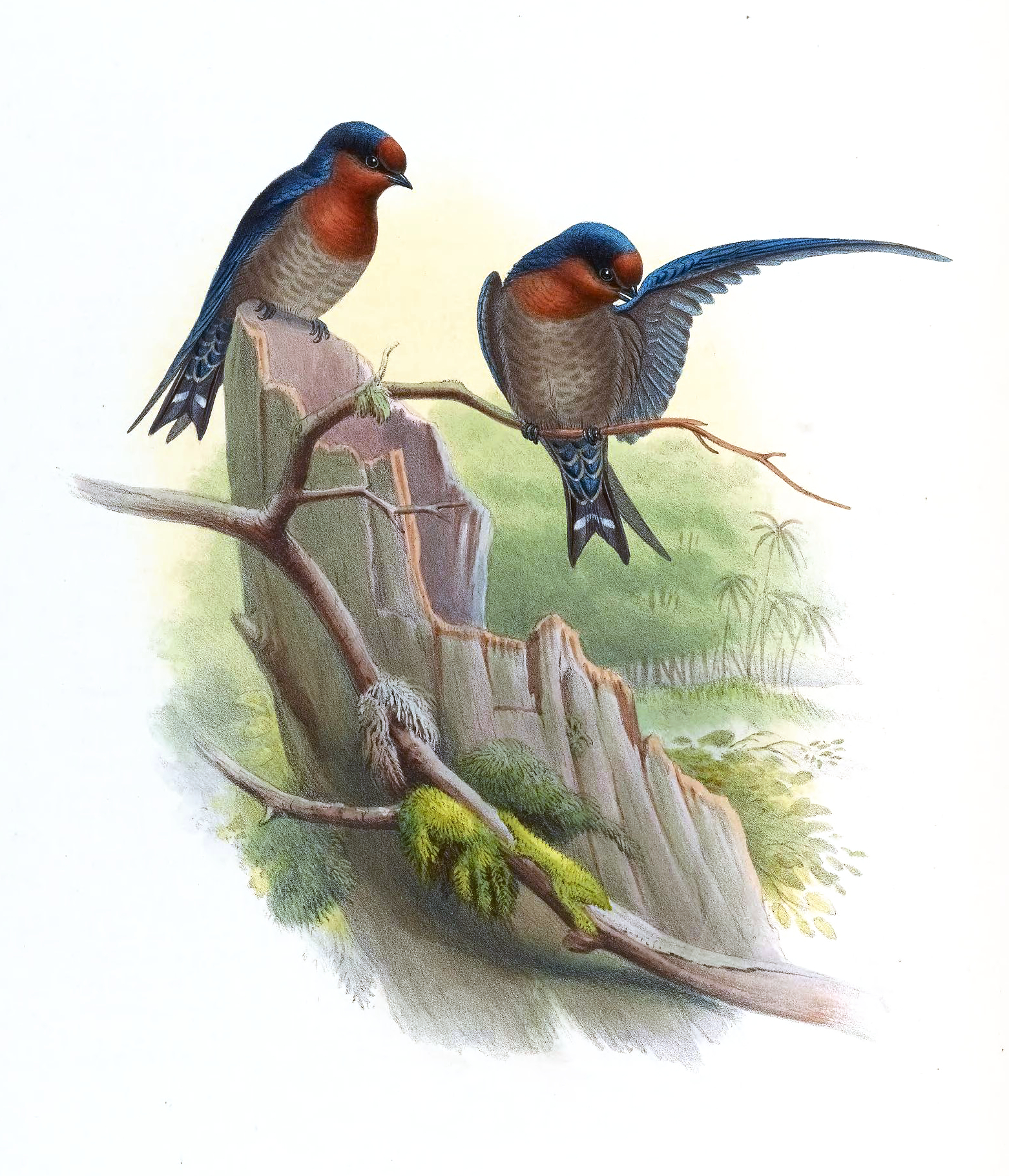
پرستو تپه‌سار، نقاشی جان گولد

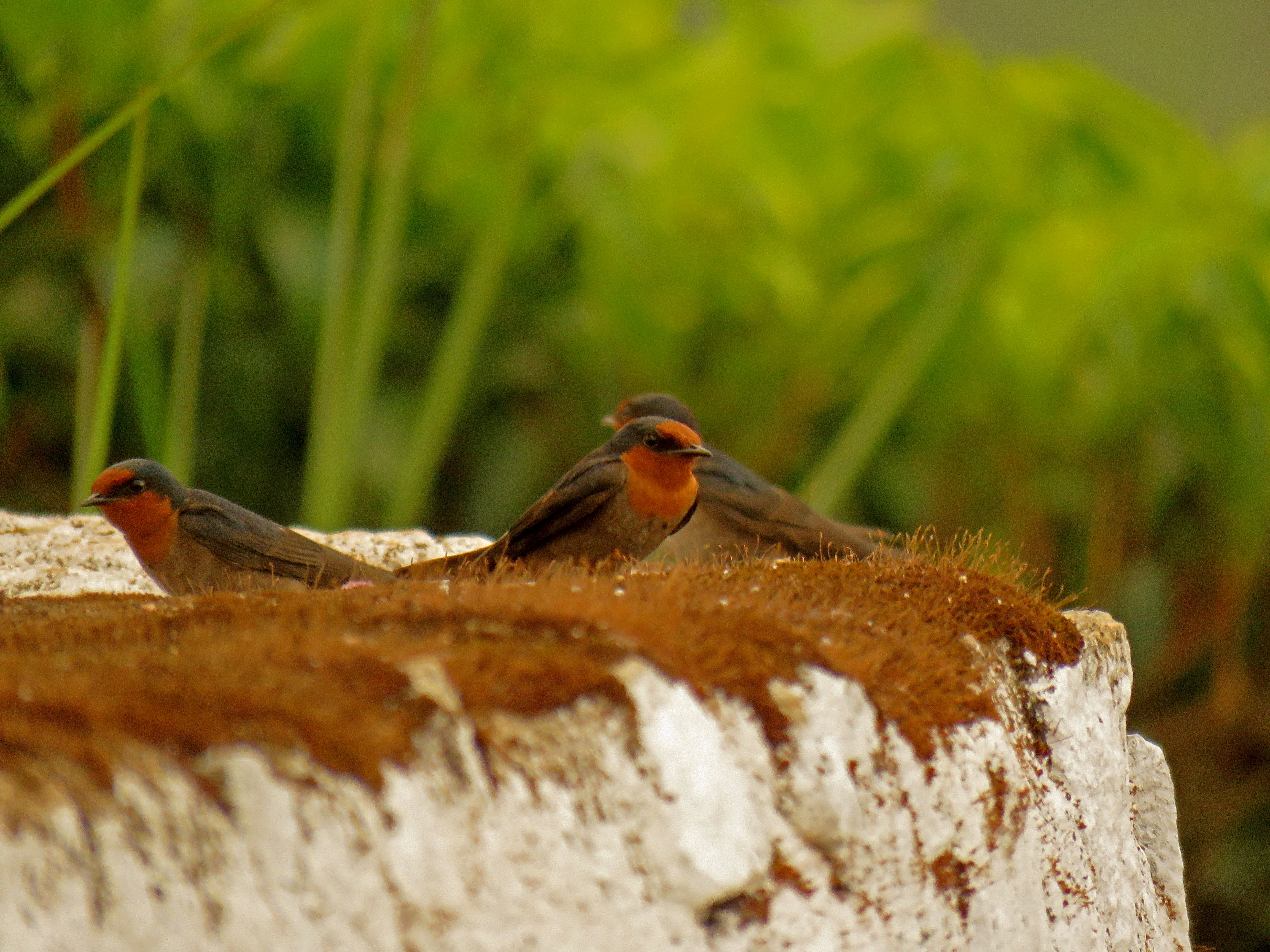
پرستوی تپه‌سار